# Sonate K. 1
Pour un article plus général, voir Essercizi per gravicembalo.
La sonate K. 1 (F.517/L.366) en ré mineur est une œuvre pour clavier du compositeur italien Domenico Scarlatti. C'est la première sonate du seul recueil publié du vivant de l'auteur, les Essercizi per gravicembalo (1738), qui contient trente numéros.

## Présentation
La sonate en ré mineur K. 1 est une toccata notée Allegro. Elle évoque également le caractère d'une canzone ou d'un capriccio de style imitatif et d'une franche luminosité. De petite dimension (31 mesures), sa structure est bipartite avec reprise A-A-B-B. Chaque section se termine sur un trille. Selon Ralph Kirkpatrick les mesures 7 et 8, avec leurs notes répétées sur la même touche, alternativement aux deux mains, semblent démontrer la nécessité d'un clavecin à deux claviers. Comme la sonate sonne également bien à l'orgue et au piano, tous les choix sont possibles.
Avec ses allures d'invention à deux voix, elle offre cependant des inflexions ibériques typiques. Dans sa seconde partie se trouvent des sauts sur deux octaves à la main gauche (mesures 22 et suivantes) qui rendent le passage plus difficile.

## Édition et manuscrit
L'œuvre est imprimée dans le recueil des Essercizi per gravicembalo publié sans doute à Londres en 1738. La seule copie manuscrite provient de Vienne G 53.

## Arrangements
Charles Avison a utilisé la sonate dans le dernier mouvement de son Troisième concerto (1744).

## Interprètes
La sonate K. 1 est interprétée notamment par les pianistes suivants : Clara Haskil (c.1946, BBC/Tahra Tah389-390 / Tah4025-4026), Aldo Ciccolini (1962, EMI), Danièle Dechenne (nl) (1979, Musical Heritage Society), Dubravka Tomšič Srebotnjak (1987, Grosse Meister), Ivo Pogorelich (1992, DG), Mikhaïl Pletnev (1994, Virgin), Mūza Rubackytė (2000, Lyrinx), Valerie Tryon (2000, APR), Luc Beauséjour (Analekta), Dmitry Masleev (2017, Melodiya), Lorenzo Materazzo (2018, Austrian Gramophone) et Alon Goldstein (2018, Naxos, vol. 24).
Elle l'est au clavecin par Zuzana Růžičková (1965, Supraphon), Scott Ross (1976, Still et 1985, Erato), Joseph Payne (1990, BIS), Pieter-Jan Belder (2000, Brilliant Classics), Ottavio Dantone (2002, Stradivarius, vol. 8), Kenneth Weiss (2007, Satirino), Mario Raskin (2011, Verany), Amaya Fernández Pozuelo (2019, Stradivarius) et Hank Knox (2021, Leaf Music). 
Leo Brouwer en a donné une transcription pour guitare qu'il a enregistrée pour le label Erato (1974), parmi une douzaine de sonates, de même qu'Alberto Mesirca (2007, Paladino Music) et Stefano Grondona (2017, Stradivarius). Le clarinettiste Martin Fröst en donne une version dans son propre arrangement coécrit et interprété avec Roland Pöntinen, sur un disque Sony, Night Passages enregistré en 2021.
Dans l'arrangement d'Avison (concerto 3, mouvement no 4) :
- 12 concerti grossi - Academy of St Martin in the Fields, dir. Neville Marriner (1978, Philips)
- Concerti grossi - Ensemble Berlin (1985, Koch)
- 12 concerti grossi d'après les sonates de Scarlatti - The Brandenburg Consort, dir. Roy Goodman (1994, Hyperion)
- Concerti grossi d'après Scarlatti (nos 3, 5, 6, 9, 11, 12) Café Zimmermann (2002, Alpha)
- 12 concerti grossi, Avison-Scarlatti, op. 9 - The Avison Ensemble, dir. Pavlo Beznosiuk (2006, Divin Art)
- Concerti grossi d'après Scarlatti (nos 3, 4, 5, 6, 9, 11) - Concerto Köln (2015, Berlin Classics)
- Concerti grossi d'après Scarlatti (nos 1, 2, 3, 6, 8, 12) - Accademia Mandolinistica Pugliese, Orchestra a plettro, dir. Leonardo Lospalluti (2015, Digressione Music)

## Sources
: document utilisé comme source pour la rédaction de cet article.
- Ralph Kirkpatrick (trad. de l'anglais par Dennis Collins), Domenico Scarlatti, Paris, Lattès, coll. « Musique et Musiciens », 1982 (1re éd. 1953 (en)), 493 p. (OCLC 954954205, BNF 34689181).
- Alain de Chambure, « Domenico Scarlatti : Intégrale des sonates — Scott Ross », p. 172–175, Erato (2564-62092-2), 1985 (OCLC 891183737) .
- Guy Sacre, La musique pour piano : dictionnaire des compositeurs et des œuvres, vol. II (J-Z), Paris, Robert Laffont, coll. « Bouquins », 1998, 2423 p. (ISBN 978-2-221-08566-0).
- (en) Jacqueline Esther Ogeil (thèse de doctorat), Domenico Scarlatti : a contribution to our understanding of his sonatas through performance and research, Newcastle (Australie), University de Newcastle, 2006, 169 p. (lire en ligne), p. 145–146.